# Doulevant-le-Petit
Doulevant-le-Petit ist eine kleine französische Gemeinde mit 16 Einwohnern (Stand: 1. Januar 2022) im Département Haute-Marne in der Region Grand Est (bis 2015 Champagne-Ardenne). Sie gehört zum Arrondissement Saint-Dizier und ist Mitglied im Gemeindeverband Communauté d’agglomération du Grand Saint-Dizier, Der et Vallées. Die Bewohner werden Doulevantais und Doulevantaises genannt.

## Geografie
Die Gemeinde Doulevant-le-Petit liegt etwa 19 Kilometer südlich der Arrondissements-Hauptstadt Saint-Dizier. Das nur 2,98 km² große Gemeindegebiet von Doulevant-le-Petit umfasst einen Abschnitt der Blaise, die hier in zwei Flussarme geteilt ist. Das Gemeindegebiet breitet sich nach Osten etwa 700 m auf ein landwirtschaftlich genutztes Plateau aus, westlich der Blaise greift das Gemeindeareal etwa 1,5 Kilometer weit über den Wald Bois le Prieur aus, der Teil des 60 km² großen Waldgebietes Forêt du Der ist. Hier wie im äußersten Osten der Gemeinde  werden in schwach reliefiertem Terrain mit jeweils 206 m über dem Meer die höchsten Punkte erreicht.
Nachbargemeinden von Doulevant-le-Petit sind (im Uhrzeigersinn, von Norden beginnend): Rachecourt-Suzémont, Ville-en-Blaisois und Bailly-aux-Forges.

## Bevölkerungsentwicklung
| Jahr      | 1962 | 1968 | 1975 | 1982 | 1990 | 1999 | 2006 | 2014 | 2021 |
| --------- | ---- | ---- | ---- | ---- | ---- | ---- | ---- | ---- | ---- |
| Einwohner | 25   | 32   | 19   | 24   | 28   | 36   | 42   | 34   | 17   |

Im Jahr 1846 wurde mit 74 Bewohnern die bisher höchste Einwohnerzahl ermittelt. Die Zahlen basieren auf den Daten von cassini.ehess.fr und INSEE.

## Sehenswürdigkeiten
- Kirche Saint-Louvent

## Wirtschaft und Infrastruktur
Doulevant-le-Petit ist bäuerlich geprägt. Viele Bewohner betreiben Landwirtschaft für den Eigenbedarf. In der Gemeinde ist darüber hinaus ein Forstwirtschaftsbetrieb ansässig.
Durch die Gemeinde Doulevant-le-Petit verläuft die dem Blaisetal folgende Fernstraße D 2 von Saint-Dizier über Wassy nach Dommartin-le-Franc. In der 19 Kilometer nördlich von Domblain gelegenen Stadt Saint-Dizier besteht ein Anschluss an die autobahnartig ausgebaute RN 4 von Paris nach Nancy. Ser Bahnhof der 13 Kilometer östlich gelegenen Stadt Joinville liegt an der Bahnstrecke Blesme-Haussignémont–Chaumont.

## Belege
1. ↑  Doulevant-le-Petit auf cassini.ehess.fr
2. ↑  Doulevant-le-Petit auf insee.fr
3. ↑  Forstbetrieb auf annuaire-mairie.fr (französisch)